# محطة سكة حديد مرسين
محطة مرسين (بالتركية: Mersin istasyonu)‏ هي محطة السكك الحديدية الرئيسية في مدينة مرسين، تركيا. تقع المحطة في منطقة أكدنيز. المحطة قيد الاستخدام منذ عام 1886.

## السكك الحديدية
تم بناء المحطة في عام 1886 لتكون المحطة الغربية لخط سكة حديد أضنة-مرسين بطول 67 كم (42 ميل). أصبحت جزءًا من سكة حديد برلين-بغداد في عام 1911. مما زاد من حركة المحطة، حيث أصبح وسط الأناضول المنطقة الداخلية للميناء. بعد إعلان الجمهورية التركية في عام 1923، بدأت الحكومة التركية مشروع تأميم السكك الحديدية. وفقًا للقانون رقم 1376 (5 يناير 1929)، تم استيعاب خط سكة حديد أضنة-مرسين أيضًا من قبل السكك الحديدية العثمانية الأناضول (بالتركية: Osmanlı Anadolu Demiryolları)، وهي شركة تابعة للسكك الحديدية التركية (TCDD).

## المحطة

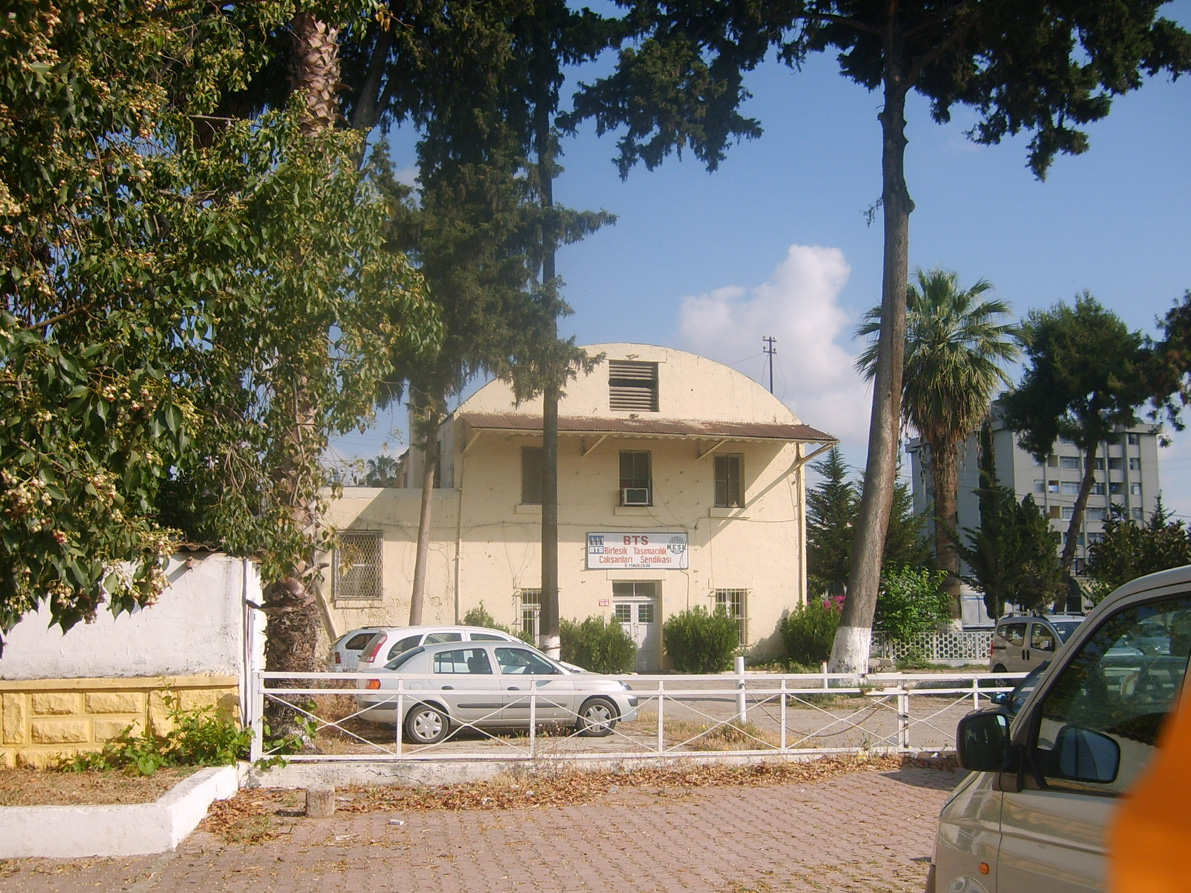
المحطة القديمة

مبنى المحطة الأصلي ما زال موجوداً ويستخدم لبعض المكاتب. ولكن في عام 1955 تم بناء مبنى محطة أحدث في نفس الفناء. تقع المحطة على بعد حوالي 500 متر (1600 قدم) من إدارة الميناء وهناك خط دفع إلى الأرصفة.

## القطارات
غالبية القطارات التي تستخدم محطة مرسين هي قطارات شحن. قطار الركاب الرئيسي بين مرسين وأضنة، 23 مرة في اليوم مع 9 محطات بينهما. بعض هذه القطارات هي قطارات اتصال لقطارات الخط الرئيسي، ومحطة النقل هي ينيجه.